# Jarnac
Jarnac és un municipi francès del departament del Charente, a la regió de la Nova Aquitània.

## Personatges il·lustres
François Mitterrand (1916 - 1996), polític francès 21è president de la República francesa i copríncep d'Andorra, entre 1981 i 1995